# Faro de Venustiano Carranza
El faro de Venustiano Carranza es una edificación mexicana que consta de tres elementos formados por un faro, un museo y unas oficinas administrativas, y este se encuentra ubicado en el puerto de Veracruz.
Su construcción de estilo neoclásico inició en 1902 por el ingeniero Salvador Echegaray y fue inaugurado en 1910 por el entonces presidente de México, Porfirio Díaz. El 3 de diciembre de 1914 el puerto de Veracruz fue declarado como capital de la República Mexicana,  siendo esta la sede del gobierno constitucionalista de Venustiano Carranza. Desde el 21 de mayo de 1935 es la sede de la Tercera Zona Naval Militar de la Marina Armada de México. Como dato adicional el faro cuenta con un reloj y la plazuela frente al mismo cuenta con una estatua a Venustiano Carranza.